# Geert Wubbe Boelems
Geert Wubbe Boelems (Weende, 9 september 1916 – De Bilt, 15 november 1968) was een door de Duitse bezetter aangestelde burgemeester van de Nederlandse gemeente Vledder. Hij was de zoon van Harm Boelems, burgemeester van Zuidwolde, die in september 1942 door de Duitsers aangesteld werd als burgemeester van Assen. Na de oorlog werd G.W. Boelems veroordeeld voor zijn rol tijdens de bezetting.

## Biografie

### Burgemeester van Vledder
Boelems werd, na het ontslag van Rudolph Otto van Holthe tot Echten, op 11 juni 1942 benoemd tot burgemeester en was met zijn 32 jaar op dat moment de jongste burgemeester van Nederland.
Boelems gaf aan de Sicherheitsdienst de namen door van artsen en officieren die verdacht werden van verzetswerk, rapporteerde de Duitse bezetter over andere burgemeesters en meldde personen aan voor de Arbeitseinsatz. Ook trad hij op als landwachter, waarbij hij huiszoekingen verrichtte. Bij een van deze huiszoekingen werd door Boelems en twee agenten een joodse onderduiker gearresteerd die uiteindelijk in Duitsland is omgebracht. Deze daden waren na de oorlog deel van de tenlastelegging.
Na de Tweede Wereldoorlog keerde in 1945 Van Holthe tot Echten terug als burgemeester van Vledder. 

### Veroordeling
In 1949 veroordeelde het Bijzonder Gerechtshof te Assen Boelems tot negen jaar gevangenisstraf. Ook mocht hij geen openbare ambten meer bekleden en raakte hij zijn kiesrecht kwijt. Er was twaalf jaar tegen Boelems geëist.